# Богачук Олександр Теофілович
Богачук Олександр Теофілович (*18 грудня 1933 року, село Сокіл, Волинь — †18 травня 1994 року, Луцьк) — український поет, журналіст.

## Біографія
Народився в селі Сокіл Рожищенського району на Волині. Дід і батько його були сільськими ковалями. Дід був справжній маестро молота і смичка. Вдень він працював важким ковальським інструментом, а ввечері брав до рук тонкостанну скрипку.
Після війни, закінчивши Луцьку середню школу робітничої молоді, О. Богачук вступив на історико-філологічний факультет до Луцького педагогічного інституту імені Лесі Українки. В інституті бере активну участь у літературному житті, починає публікувати вірші. Перший вірш «Як живі з живими» опубліковано 1953 року в газеті «Радянська Волинь». У 1958 році, у рік закінчення інституту, вийшла його перша поетична збірка «Незабутнє». Цю книжку досить доброзичливо зустріла критика. Через рік виходить друга збірка поета «Вересневий грім», яка, на думку критика Степана Крижанівського, стала подією в українській літературі.
Після закінчення інституту Богачук кілька років працював у районній газеті. Працював також у газеті «Радянська Волинь».За характером своєї роботи часто зустрічався з людьми, пізнавав життя у всіх його вимірах. Вже пізніше, працюючи старшим редактором обласного управління у справах преси, Олександр Богачук видає третю, невеличку за обсягом, але вагому за змістом поетичну збірку з категоричним імперативом у назві «Ні!».
|  | Так і залишилось на стіні Випечене кров’ю слово — «Ні!» |

Згодом одна за одною з'являються на світ книжки: «Зелене руно», «Золота жінка», «Крик попелу», «Стогін землі». Гонорар за останню Олександр Богачук і художник Леонід Хведчук, який ілюстрував книжку, перерахували у Фонд миру. У 1984 році виходить пісенний збірник — «Світи мені, Дніпре». В цьому ж році автор видає збірку поезій «Горно».
У грудні 1985 року Олександр Богачук переїздить на роботу до Рівного, де очолює новостворену Рівненську обласну організацію Спілки письменників УРСР. У 1988 році виходить остання збірка поета «Цвіт роси». 18 травня 1994 року Олександр Теофілович помер у Луцьку, залишивши нам велику поетичну спадщину. Похований на місцевому кладовищі у Луцьку.

## Творчість
Олександр Теофілович залишив багату літературну спадщину з широким жанрово-тематичним діапазоном: вірші-роздуми, вірші-спогади, філософські мініатюри, вірші-реквієми, публіцистичні поезії, пісні-думи, ніжні ліричні акварелі, бризки-імпровізації, вірші-перестороги, гумористичні вірші, вірші-заповіти, поеми.
Життєвий і творчий шлях поета бере початок із цілющих джерел поліської землі. Він справжній син Волині і стверджує це т
|  | Волинь моя, прадавній краю, Русявокоса полісянко, Зеленочубий тихий гаю, Озер манлива колисанко! Стою й мовчу перед тобою, Затамував душі акорди, Щоб не сполохати спокою Твоєї ніжності і вроди. «Волинь моя» |

Рядки його поезії, висічені на гранітних плитах меморіалу в Кортелісах, на інших пам'ятниках.
Десятки мелодій на слова Олександра Богачука створили відомі композитори Г. І. Майборода, А. А. Горчинський, В. М. Верменич, А. М. Пашкевич, Георгій Мірецький. Такі пісні, як «Тиша навкруги», «Троянди на пероні», «Іду я росами», «Димить туман», «Тихо падає цвіт», «Щедрик», «Журавлі», «Моя родина — Україна», «Заспівай мені, мамо моя» та багато інших апробовані широким загалом виконавців. Сила його поетичного слова насамперед в емоційній правдивості, воно природно пульсувало з душі поета. Олександр Богачук був поетом високого громадянського звучання. То ніжний лірик, то зосереджено суворий оповідач — він вірний своїй самобутній, творчій манері. Завжди пам'ятав про своє високе покликання і ніс відповідальність за час, у якому жив і працював. Він вірно тримався вселюдських ідеалів.
|  | Криниця без джерел – ще не криниця, І колос – ще не колос без зерна... Душа без пісні – що безкрила птиця, Не заспіває жайвором вона. Є в нас криниця, і свої джерела, І повний колос щедрого добра, І пісня мужня, і сумна й весела, Розкрилена, як береги Дніпра. Хто спів черпає із джерел народу, Вклоняється їм серцем і чолом – Той сам стає від роду і до роду Народним невичерпним джерелом. «Джерело» |

- «Незабутнє» (1958);
- «Вересневий грім» (1959);
- «Ні!» (1967);
- «Золота жінка» (1976) — сатиричний твір;
- «Зелене руно» (1976);
- «Крик попелу» (1978);
- «Стогін землі» (1983);
- «Світи мені, Дніпре» (1984) — пісенний збірник;
- «Горно» (1984) — збірка поезій;
- «Цвіт роси» (1988);
- «А час не жде» (2003) — посмертна збірка, видана дружиною поета, Неонілою Богачук.

## Вшанування пам'яті
- 2 листопада 2003 року, напередодні 70 річниці у рідному селі поета за ініціативи громади було встановлено пам'ятник.
- У м. Луцьку на стіні будинку № 8 по просп. Волі, де колись жив поет, встановлено пам'ятний знак, та названо на честь письменника одну із вулиць міста.
- 1 червня 2013 року вступило в силу рішення міської ради Луцька про перейменування вулиці Щорса на вулицю Олександра Богачука[1]